# جيسون ديرولو (ألبوم)
جيسون ديرولو (بالإنجليزية: Jason Derulo)‏ (وأحيانا تُكتب Jason Derülo) هو أول ألبوم إستديو للمغني الأمريكي جيسون ديرولو. تم إصداره في 2 مارس 2010.

## قائمة الأغاني
1. ماذا تقولين
2. الركوب وحدي
3. في رأسي
4. السماء هي الحد
5. ماذا إذا
6. دوار الحب
7. ثانية
8. واقع
9. أعمي

- مسار إضافي

1. ضوء إحترافي

- نسخة آي تيونز الفاخرة مسارات إضافية

1. ملكة القلوب
2. ماذا تقولين (نسخة صوتية)
3. في رأسي (ريمكس إيقاعي)

- نسخة فاخرة مسارات إضافية

1. ضوء إحترافي
2. ماذا تقولين (نسخة صوتية)
3. في رأسي (ريمكس إيقاعي)
4. ماذا تقولين (نسخة فرنسية مع فاني جاي)

- أمازون الحصري مسارات إضافية

1. ضوء إحترافي
2. ماذا تقولين (نسخة صوتية)
3. في رأسي (ريمكس إيقاعي)
4. ماذا تقولين (فيديو موسيقي)
5. في رأسي (فيديو موسيقي)

## روابط خارجية
- جيسون ديرولو على موقع ميتاكريتيك (الإنجليزية)
- جيسون ديرولو على موقع أول موفي (الإنجليزية)